# Макурина, Ольга Андреевна
Макурина Ольга Андреевна (26 марта 1926 — 2005) — советский металлург, прокатчица Кузнецкого металлургического комбината. Герой Социалистического Труда (1966).

## Биография
Родилась в 1926 году на станции Пеньки Чулымского района Сибирского края.
С 1944 работала  на Кузнецком металлургическом комбинате в обжимном цехе сначала ученицей, а потом и оператором пульта управления. В 1944-1945 избиралась делегатом по сопровождению подарков воинам Красной Армии. В 1949 сопровождала поезд со сверхплановым металлом в подарок 9 съезду ВЛКСМ.  Активно участвовала в общественной жизни. Избиралась депутатом Кемеровского областного совета 11-13 созывов.  Получила звание Героя социалистического труда за выдающиеся успехи в развитии чёрной металлургии в 1966 году. Ушла на пенсию в 1973 году.
Умерла в 2005 году.

## Награды
- Орден Ленина (22.3.1966)
- Медаль «За доблестный труд в Великой Отечественной войне 1941-1945 гг.» (1946),
- Медаль «За трудовое отличие» (1950),
- Медаль «за трудовую доблесть» (1955),
- Медаль Кемеровской области «За особый вклад в развитие Кузбасса» (8.01. 2003).